# Схрестивши мечі
Схрестивши мечі (англ. Crossing Swords) — американський дорослий анімаційний ляльковий ситком, який створили Джон Гарватін IV і Том Рут для стрімінгової платформи Hulu. Прем'єра серіалу відбулася 12 червня 2020 року. За шість днів після прем'єри серіал продовжили на другий сезон. Прем'єра 2 сезону відбудеться 10 грудня 2021 року.

## Сюжет
Схрестивши мечі розповідає про «Патріка, добросердного селянина, який отримує жадану посаду сквайра в королівському замку. Робота його мрії швидко перетворюється на кошмар, коли він дізнається, що його улюблене королівство керує "осине гніздо" монархів, шахраїв і шарлатанів. Ба гірше, доблесть Патріка зробила його білою вороною в родині, і тепер його злочинні брати і сестри повернулися, щоб перетворити життя Патріка в пекло. Війна, вбивства, повне оголення — хто знав, що яскравокольорові дерев'яні чоловічки ведуть таке захопливе життя?»

## Актори та персонажі

### Головні персонажі
- Ніколас Голт — Патрік, новий сквайр короля, який хоче стати лицарем
- Люк Еванс — король Мерріман
- Аланна Убач — королева Тюльпана, дружина Меррімана, яка дуже розбещена
- Адам Паллі Бульон — найкращий друг і товариш-лицар Патріка
- Тара Стронг — Корал, сестра-пірат Патріка
  - Стронг також озвучує Тріну Франклін, відважну селянську дівчину
- Тоні Гейл Бларні — брат Патріка, клоун
- Адам Рей — Рубен, брат Патріка, бандит
- Сет Грін — Блінкеркварц, чарівник замку
- Брекін Меєр — Гленн, батько Патріка
- Венді Маклендон-Кові — Дорін, мати Патріка

### Другорядні персонажі
- Іветт Ніколь Браун — сержант Меган, тренер лицарів
- Майя Ерскін — принцеса Блоссом, розбещена дочка Меррімана і Тюльпани
- Бен Шварц — Кіфер, бойфренд рок-зірки Блоссома
- Роб Кордрі — Старий король, божевільний батько Меррімана, якого син скинув з престолу[4]
- Джаміла Джаміль — Слоан, покоївка в замку та любовний інтерес Патріка[5]

### Епізодичні ролі
- Альфред Моліна — Робін Гуд, суперник Рубена (епізод: «Машина смерті в гарячій ванні»)
- Наташа Лайонн — Нора, єті (Епізод: "Снігова робота")

## Список серій
| Сезон | Епізоди | Епізоди | Оригінальний випуск | Оригінальний випуск |
| ----- | ------- | ------- | ------------------- | ------------------- |
| 1     | 10      | 10      | 12 червня 2020      | 12 червня 2020      |
| 2     | 10      | 10      | 10 грудня 2021      | 10 грудня 2021      |

## Виробництво

### Розробка
27 вересня 2018 року було оголошено, що Hulu замовив 10 серій першого сезону. Серіал створили Джон Гарватін IV і Том Рут, які також виступили як виконавчі продюсери. Стоопід Бадді Стодіос зайняв крісло продюсера, а дистрибуцією зайнялися Sony Pictures Television. 18 червня 2020 року Hulu продовжив серіал на другий сезон.

### Кастинг
Разом з оголошенням про початок розробки серіалу було підтверджено, що озвученням серіалу займуться Ніколас Голт, Люк Еванс та інші.

## Відгуки
На Rotten Tomatoes перший сезон має рейтинг схвалення 21% на основі 14 оглядів. Критичний консенсус сайту звучить так: «Жорсткий і жорстокий, Схрестивши мечі вичавив все з доступних передумов». Metacritic, який використовує середньозважене значення, дає йому оцінку 47 зі 100, що вказує на «змішані або середні відгуки».